# Ingela Magner
Ingela Magner, född 1961, är en svensk filmregissör, manusförfattare och barnboksförfattare.
Ingela Magner är regissör till bland annat långfilmer som Selma & Johanna – en roadmovie och Emma och Daniel: Mötet. År 2001 kom hon ut med sin första barnbok Ville, valparna och instinkten; en bok om instinkter och insikter hos en pojke som inser att han är förälskad för första gången. Därefter kom Ville och miljonaffären, Ville, Fia och Ziggy, Åskans döttrar, Min systers hemliga vän och Ronaldo och Papegojornas ö.